# Sojuz MS-21
Sojuz MS-21 è stato un volo astronautico verso la Stazione Spaziale Internazionale (ISS) e parte del programma Sojuz, ed è il 149° volo con equipaggio della navetta Sojuz dal primo volo avvenuto nel 1967. L'equipaggio formato dal comandante Oleg Artem'ev e dagli ingegneri di volo Denis Matveev e Sergej Korsakov è stato lanciato il 18 marzo 2022 dal Cosmodromo di Bajkonur per raggiungere la Stazione Spaziale Internazionale e prendere parte alla missione di lunga durata Expedition 66/67. È stata la prima volta nella storia della Stazione Spaziale Internazionale (1998) che l'equipaggio di un veicolo spaziale era composto interamente da cittadini russi. Gli astronauti sono atterrati il 29 settembre 2022, dopo 195 giorni di permanenza nello spazio.

## Equipaggi

### Equipaggio principale
Il comandante della missione è il veterano di due missioni spaziali, Oleg Artem'ev, compiute nel 2014 e 2018. Gli altri due membri dell'equipaggio, Denis Matveev e Sergej Korsakov, sono al loro primo volo spaziale.
| Ruolo               | Equipaggio                                          | Equipaggio                                          |
| ------------------- | --------------------------------------------------- | --------------------------------------------------- |
| Comandante          | Oleg Artem'ev, Roscosmos Expedition 67 Terzo volo   | Oleg Artem'ev, Roscosmos Expedition 67 Terzo volo   |
| Ingegnere di volo 1 | Denis Matveev, Roscosmos Expedition 67 Primo volo   | Denis Matveev, Roscosmos Expedition 67 Primo volo   |
| Ingegnere di volo 2 | Sergej Korsakov, Roscosmos Expedition 67 Primo volo | Sergej Korsakov, Roscosmos Expedition 67 Primo volo |

### Equipaggio di riserva
| Ruolo               | Equipaggio                  | Equipaggio                  |
| ------------------- | --------------------------- | --------------------------- |
| Comandante          | Sergej Prokop'ev, Roscosmos | Sergej Prokop'ev, Roscosmos |
| Ingegnere di volo 1 | Dmitrij Petelin, Roscosmos  | Dmitrij Petelin, Roscosmos  |
| Ingegnere di volo 2 | Anna Kikina, Roscosmos      | Anna Kikina, Roscosmos      |

## Missione

### Pre-volo
Il 24 febbraio 2022 l'equipaggio principale e di riserva completarono gli esami di pre-volo del GCTC, venendo dichiarati idonei al volo. Il 2 marzo iniziò ufficialmente il periodo di isolamento per gli equipaggi nella città di Bajkonur.

### Lancio
Il lancio è avvenuto per il 18 marzo 2022 alle 15:55 UTC dal Cosmodromo di Bajkonur.

## Stemma e nome veicolo
Il veicolo spaziale Sojuz che verrà usato in questa missione è stato soprannominato Sergej Korolëv in onore al progettista spaziale sovietico. Inoltre, lo stemma della missione ricorda quello dell'Università tecnica statale moscovita N. Ė. Bauman, frequentata dai tre membri dell'equipaggio e da Korolëv stesso.